# Decanato di Tradate
Il decanato di Tradate è uno dei 63 decanati in cui è suddivisa l'arcidiocesi di Milano. Il decanato fa parte della zona pastorale II di Varese e include 13 parrocchie il cui territorio si estende sui comuni di Carbonate, Castiglione Olona, Locate Varesino, Lonate Ceppino, Mozzate, Tradate, Vedano Olona, Venegono Inferiore e Venegono Superiore, tra le province di Como e Varese.
Il decanato di Tradate confina a nord con il decanato di Varese, a nord-est con il decanato di Azzate, a est con il decanato di Carnago, a sud-est con il decanato Valle Olona, a sud con il decanato di Saronno e a ovest con il decanato di Appiano Gentile. La popolazione complessiva del decanato è di circa 70.500 abitanti.
Dal 21 novembre 2023 il decano è don Ambrogio Cortesi, parroco della parrocchia della Beata Vergine del Rosario a Castiglione Olona dal 2012.
Nel territorio del decanato di Tradate, nel comune di Venegono Inferiore, si trova l'unica sede del seminario arcivescovile di Milano attiva nella formazione dei futuri sacerdoti.

## Storia
Il decanato di Tradate fu istituito il 21 maggio 1972 in ottemperanza alle decisioni del 46º sinodo diocesano che aboliva le antiche pievi e riorganizzava il territorio dell'arcidiocesi suddividendolo in zone pastorali e decanati.
A differenza di altri decanati che trassero origine dalle pievi grossomodo corrispondenti, il decanato di Tradate venne istituito ex-novo, inglobando per la maggior parte aree provenienti dalla pieve di Castelseprio (Castiglione Olona, Lonate Ceppino, Tradate, Vedano Olona, Venegono Inferiore e Venegono Superiore) alle quali vennero aggiunte le parrocchie di Carbonate e di Locate Varesino, in precedenza appartenenti alla pieve di Appiano. Le due parrocchie del comune di Mozzate vennero originariamente incluse nel territorio del neonato decanato di Appiano Gentile, per poi passare al decanato di Tradate nel 2011.

## Parrocchie
Il decanato di Tradate include 13 parrocchie, alcune delle quali riunite in comunità pastorali.
| Denominazione                                | Chiesa parrocchiale                                                     | Comunità pastorale                   | Comune             | Abitanti | Sede amministrativa                                                          | Sito web                                              |
| -------------------------------------------- | ----------------------------------------------------------------------- | ------------------------------------ | ------------------ | -------- | ---------------------------------------------------------------------------- | ----------------------------------------------------- |
| Parrocchia di Santo Stefano protomartire     | Chiesa prepositurale di Santo Stefano                                   | Santo Crocifisso                     | Tradate            | 9.270    | Piazza Santo Stefano, 21049, Tradate (VA)                                    | www.parrocchieditradate.it/                           |
| Parrocchia di Sant'Anna                      | Chiesa parrocchiale di Sant'Anna                                        | Santo Crocifisso                     | Tradate            | 2.625    | Via Rosmini 1, località Ceppine, 21049, Tradate (VA)                         | www.parrocchieditradate.it/                           |
| Parrocchia dei Santi Pietro e Paolo apostoli | Chiesa parrocchiale dei Santi Pietro e Paolo                            | Santo Crocifisso                     | Tradate            | 6.808    | Via Foscolo 1, località Abbiate Guazzone, 21049, Tradate (VA)                | www.parrocchieditradate.it/                           |
| Parrocchia di Santa Maria Assunta            | Chiesa parrocchiale di Santa Maria Assunta                              | Mozzate, Carbonate e Locate Varesino | Carbonate          | 2.905    | Via S. Francesco 1, 22070, Carbonate (CO)                                    | www.parrocchiemozzatecarbonatelocate.it/              |
| Parrocchia della Beata Vergine del Rosario   | Chiesa parrocchiale della Beata Vergine del Rosario                     | -                                    | Castiglione Olona  | 7.114    | Via Verdi 15, 21043, Castiglione Olona (VA)                                  | www.parrocchie.it/castiglioneolona/verginedelrosario/ |
| Parrocchia di Santa Caterina                 | Chiesa parrocchiale di Santa Caterina                                   | -                                    | Castiglione Olona  | 640      | Via S. Caterina 2, località Gornate Superiore, 21043, Castiglione Olona (VA) |                                                       |
| Parrocchia dei Santi Quirico e Giulitta      | Chiesa parrocchiale dei Santi Quirico e Giulitta                        | Mozzate, Carbonate e Locate Varesino | Locate Varesino    | 4.364    | Via De Wich 3, 22070, Locate Varesino (CO)                                   | www.parrocchiemozzatecarbonatelocate.it/              |
| Parrocchia dei Santi Pietro e Paolo apostoli | Chiesa parrocchiale legata pontificia dei Santi Pietro e Paolo apostoli | -                                    | Lonate Ceppino     | 5.002    | Piazza Armando Diaz 5, 21050, Lonate Ceppino (VA)                            | www.parrocchialonateceppino.com/                      |
| Parrocchia di Sant'Alessandro martire        | Chiesa parrocchiale di Sant'Alessandro Martire                          | Mozzate, Carbonate e Locate Varesino | Mozzate            | 7.251    | P.za S. Alessandro 5, 22076, Mozzate (CO)                                    | www.parrocchiemozzatecarbonatelocate.it/              |
| Parrocchia di Santa Maria Solaro             | Chiesa parrocchiale di Santa Maria Solaro                               | Mozzate, Carbonate e Locate Varesino | Mozzate            | 1.702    | Via S. Martino 1, località S. Martino, 22076, Mozzate (CO)                   | www.parrocchiemozzatecarbonatelocate.it/              |
| Parrocchia di San Maurizio                   | Chiesa parrocchiale di San Maurizio                                     | -                                    | Vedano Olona       | 7.372    | P.za S. Maurizio 12, 21040, Vedano Olona (VA)                                | www.parrocchiavedano.it                               |
| Parrocchia dei Santi Giacomo e Filippo       | Chiesa parrocchiale dei Santi Giacomo e Filippo                         | Beato Alfredo Ildefonso Schuster     | Venegono Inferiore | 6.113    | Via Menotti 1, 21040, Venegono Inferiore (VA)                                | www.parrocchiavenegono.it                             |
| Parrocchia di San Giorgio martire            | Chiesa parrocchiale di San Giorgio martire                              | Beato Alfredo Ildefonso Schuster     | Venegono Superiore | 7.277    | P.za S. Giorgio 13, 21040, Venegono Superiore (VA)                           | www.parrocchiavenegono.it                             |

## Elenco dei decani
Il primo decano fu il prevosto di Tradate, già nominato nuovo vicario foraneo con il decreto del 25 maggio 1971.
- Silvano Terragni, prevosto di Santo Stefano in Tradate (1971-1979)
- Giuseppe Cattaneo, parroco dei Santi Pietro e Paolo in Abbiate Guazzone (1979-1984)
- Antonio Barone, prevosto di Santo Stefano in Tradate (1984-1986)
- Giuseppe Maggioni, parroco di San Maurizio in Vedano Olona (1986-1989)
- Luigi Stucchi, prevosto di Santo Stefano in Tradate (1989-2003)
- Erminio Villa, prevosto di Santo Stefano in Tradate, poi responsabile della comunità pastorale "Santo Crocifisso" in Tradate (2003-2013)
- Maurizio Villa, responsabile della comunità pastorale "Beato Alfredo Ildefonso Schuster" in Venegono Superiore ed Inferiore (2013-2017)[4]
- Giovanni Cazzaniga, responsabile della comunità pastorale "Santo Crocifisso" in Tradate (2017-2022)[5]
- Daniele Gandini, parroco di San Maurizio in Vedano Olona (2022-2023)[6]
- Ambrogio Cortesi, parroco della Beata Vergine del Rosario in Castiglione Olona (dal 2023)